# Klobučar
Klobučar je nenaseljeni otok u  Kornatskom otočju. Na južnoj strani otoka se nalazi 83-metarska litica, najveća u NP Kornati.
Njegova površina iznosi 0,116 km². Dužina obalne crte iznosi 1,43 km.

## Vanjske poveznice
|  | Zajednički poslužitelj ima još gradiva o temi Klobučar |